# Xã Goodfarm, Quận Grundy, Illinois
Xã Goodfarm (tiếng Anh: Goodfarm Township) là một xã thuộc quận Grundy, tiểu bang Illinois, Hoa Kỳ. Năm 2010, dân số của xã này là 376 người.